# 새콤달콤 (영화)
《새콤달콤》은 2021년에 넷플릭스를 통해 개봉한 대한민국의 영화이다.

## 줄거리
이장혁은 B형 간염으로 입원한다. 다른 환자들과 부모님까지 거리를 두지만, 정다은 간호사는 이를 무시하고 그를 기꺼이 돌본다. 시간이 흐르면서 이장혁과 정다은은 가까워지고, 과로에 지친 정다은은 이장혁의 병상에서 식사하고 휴식을 취하기도 한다.
이장혁이 퇴원하기 며칠 전, 정다은은 거리를 두는 듯한 모습을 보인다. 풀이 죽은 이장혁은 집으로 돌아오지만, 정다은을 잊지 못해 그녀의 전화번호를 알아내 전화를 건다. 결국 정다은은 그를 집으로 초대하고, 이장혁은 하룻밤을 묵는다. 아침에 정다은은 이장혁이 복도의 고장 난 램프를 고쳐놓고 둘을 위한 아침 식사를 준비해 둔 것을 발견한다. 이장혁의 행동에 감동받은 둘은 짧게 입을 맞춘다.
얼마 후, 정다은은 이장혁에게 크리스마스에 제주도 행 티켓을 얻었다고 말하며 함께 가자고 초대한다. 정다은은 이장혁에게 커플 신발을 사주고, 이장혁은 기꺼이 받아들인다. 그는 살을 빼는 데 전념한다.
다음 장면에서 우리는 날씬해진 이장혁이 커플 운동화를 신고 공원을 달리는 모습을 본다. 성실한 엔지니어인 이장혁은 곧 상사로부터 서울의 대기업으로 파견될 것이라는 말을 듣는다. 이것은 인천에서 서울까지 장거리 출퇴근을 해야 하며, 잘하면 회사에 정규직으로 채용될 수도 있다는 의미였다. 그러나 첫 출근 날, 그는 다른 후보자 한보영이 있다는 것을 알게 된다. 이는 계약 종료 후 정규직이 보장되지 않는다는 것을 의미했다. 한보영은 매우 경쟁적이고, 상사의 눈에 더 좋게 보이기 위해 이장혁을 끊임없이 깎아내린다.
한보영의 제안을 바탕으로 한 새로운 다리 디자인을 팀이 발표하는 이사회에서, 이장혁은 쓰나미가 닥치면 다리가 붕괴될 수 있는 치명적인 결함이 있다고 지적한다. 굴욕감을 느낀 한보영은 이장혁과 함께 문제를 해결하라는 지시를 받는다. 이장혁이 일찍 퇴근하는 동안 한보영은 쉬지 않고 밤새도록 일한다. 처음에는 한보영이 고통받는 것을 보며 즐거워하던 이장혁은 결국 그녀를 불쌍히 여기게 되고, 둘은 함께 문제를 해결하기 위해 협력한다. 둘은 유대감을 형성하고 더 많은 프로젝트를 함께 진행한다.
한편, 이장혁과 정다은의 관계는 긴장 상태를 보인다. 둘 다 자주 야근하고, 이장혁은 인천과 서울을 오가는 출퇴근에 점점 더 좌절감을 느낀다. 그는 보통 지쳐서 집에 오고 정다은에게 거의 관심을 보이지 않는다. 어느 날 밤 이장혁이 집에 오자 정다은은 그가 고장 난 전구를 고치지 않고 쓰레기 버리는 것을 거부한다고 불평한다. 그들이 말다툼을 시작하자 정다은은 생리를 하지 않았다고 말하고, 그녀는 이장혁의 아이를 임신한 것으로 밝혀지지만 나중에 유산한다.
기뻐하기는커녕, 이장혁은 더욱 좌절하는 듯했다. 그는 한보영에게 감정이 있다는 것을 깨닫고 정다은과 거리를 두며 정다은에게 집중하기 시작한다. 그러나 이것은 결국 그의 업무에 영향을 미치기 시작한다. 한보영은 그에게 다가가 둘의 성과가 나빠질 것이라고 말한다. 이장혁은 야근에 동의하고 다시 초과 근무를 시작하며 정다은을 집에 혼자 둔다.
어느 날 저녁, 정다은과 이장혁이 함께 외출하는 모습이 목격된다. 이장혁은 정다은과 시간을 보내는 데 관심이 없고 계속해서 사람들에 대해 불평하며 집에 가서 밥을 먹고 싶다고 반복해서 말한다. 차 안으로 돌아온 정다은은 이장혁이 더 이상 자신과 시간을 보내려 하지 않는다고 불평한다. 이장혁은 이를 대수롭지 않게 여기며 실수로 그녀를 "예쁜 보영"이라고 부른다. 그들은 큰 말다툼을 벌이고 이장혁은 정다은의 외도 주장을 부인한다. 그는 결국 화를 내며 차를 몰고 그들의 한때 함께 살던 집에 정다은을 내려준다.
서울로 돌아온 한보영과 이장혁은 다시 야근 중이다. 함께 시간을 보내고 점차 성적 긴장감이 고조되면서 이장혁은 한보영에게 입을 맞춘다. 둘은 결국 연인 관계로 발전한다. 얼마 후, 이장혁은 불안해하며 다시 정다은을 그리워하는 듯 보인다. 회사에서 한보영과 이장혁 둘 다 정규직 제안을 받지 못하자, 이장혁은 회식 자리에서 한보영에게 인천의 이전 직책으로 돌아갈 것이라고 말한다. 한보영은 자신의 이전 직업도 정규직 계약이 아니므로 유학을 갈 것이라고 말한다. 배경에서는 팀장이 제주 무료 크리스마스 여행에 당첨될 수 있다고 발표한다.
그 말을 들은 장혁은 그 크리스마스에 정다은과 함께 가기로 했던 제주도 여행을 떠올린다. 우연히도 그들의 비행기는 바로 그날 저녁이었다. 여전히 정다은을 사랑한다는 것을 깨달은 그는 택시를 타고 공항으로 서둘러 간다. 공항에 도착하자 그는 공항 건물 앞 보도에 서 있는 정다은을 발견한다. 택시에서 뛰어내리자 그녀가 자신에게 손을 흔드는 것처럼 보인다. 그는 그녀를 향해 달려가지만 누군가와 부딪혀 넘어지고 만다.
그가 부딪힌 남자는 영화 초반에 등장했던 장혁으로 밝혀진다. 그 장면은 정다은이 커플 운동화를 주었던 이전 장면과 동일하다. 영화 시작 부분의 장혁은 영화의 주요 부분에 나오는 장혁과 다른 인물임이 밝혀진다. 두 가지 이야기는 동시에 발생했으며, 정다은은 남자친구 장혁에게 소외감을 느끼고 그가 전구 고치기와 같이 장혁이 하지 않은 모든 일을 해주었기 때문에 그와 유대감을 형성한 것으로 드러난다. 그들 둘은 제주도로 여행을 떠나고, 장혁은 충격을 받고 파티로 돌아간다. 한보영은 나중에 그에게 크리스마스 제주도 여행에 당첨되었으며 함께 갈 수 있다고 밝힌다. 정다은에 대한 감정에도 불구하고 그는 한보영에게 사랑한다고 말하지만, 한보영은 자신은 같은 감정을 느끼지 않는다고 말하며 그의 감정을 거부한다.

## 캐스팅
- 장기용 : 장혁 역
- 채수빈 : 정다은 역
- 크리스탈 : 한보영 역
- 이우제 : 이장혁 역
- 박철민 : 총괄팀장 역
- 김미경 : 이장혁 엄마 역
- 안길강 : 이장혁 아빠 역
- 유선: CEO 역
- 이경영 : 경비원 역
- 신준항 : 2팀 팀원 4 역
- 최형 : 응급실 의사 역
- 황정민 : 수간호사 역
- 김혜란 : 간호사 1 역
- 김미혜 : 간호사 2 역
- 조한철 : 환자 1 역
- 윤병희 : 환자 2 역
- 이승원 : 환자 3 역
- 정희태 : 부장 역
- 고규필 : 남자 레지던트 역
- 여민주 : 2팀 팀원 역